# 2023 JO1 2ND ARENA LIVE TOUR 'BEYOND THE DARK:RISE'
『2023 JO1 2ND ARENA LIVE TOUR 'BEYOND THE DARK:RISE'』（2023 ジェイオーワン セカンド アリーナ ライブ ツアー ビヨンド ザ ダーク ライズ）は、日本のグローバルボーイズグループ・JO1の映像作品。
2024年11月6日にDVDとBlu-rayで発売された。

## 概要
2023年11月24日、25日に京セラドームで開催された「2023 JO1 2ND ARENA LIVE TOUR 'BEYOND THE DARK:RISE'」より、最終公演を映像化。
2024年5月17日よりAmazon Prime Videoにて独占配信されており、10月7日にDVDとBlu-rayで発売されることが発表された。
DVDとBlu-rayにはそれぞれライブ本編のみを収録した通常盤と、特典映像としてツアービハインドとアリーナツアーでのみ披露した4曲を収録したFC限定盤が存在し、計4形態で発売。FC限定盤には、数量限定生産としてA4サイズアクスタ台座とアクスタ11人セット付も販売された。
DVD/Blu-rayの発売日である11月6日には、本公演から30曲を収録したライブ音源が配信された。

## ライブ

### 2023 JO1 2ND ARENA LIVE TOUR 'BEYOND THE DARK'
8月から10月の3か月間に渡って6都市13公演を開催したJO1のセカンドアリーナツアーであり、前回に引き続き全編生バンド編成での演奏。
ツアー期間中の9月20日に3rdアルバム「EQUINOX」が発売されたため、ツアーの進行と共に僅かにセットリストが変更されている。
「phobia」「Born To Be Wild」「Safety Zone」「流星雨」「OASIS」「16(Sixteen)」「Forever Here」は、アリーナツアーのみでの披露（一部アジアツアーでも披露）となったが、2024年5月29日に発売される8thシングル「HITCHHIKER」にて、初回限定盤Aに「16(Sixteen)」（2023.08.06 TOKYO 有明アリーナ夜公演）、初回限定盤Bに「流星雨」（2023.10.19 OSAKA 大阪城ホール公演）が収録され、2023年12月4日に「Born To Be Wild」（2023.10.18 OSAKA 大阪城ホール公演）がYouTubeで公開された。また、DVD/Blu-rayのFC限定盤の特典映像にて、「Safety Zone」（2023.08.06 TOKYO(NIGHT)）、「OASIS」（2023.10.04 FUKUOKA）、「phobia」（2023.10.18 OSAKA）、「Forever Here」（2023.10.19 OSAKA）の4曲が収録され、ドーム公演では披露されなかった曲も全て映像化された。
撮影可能曲は「Touch!」
|    | 開催日   | 開演  | 場所                                | 備考 |
| -- | -------- | ----- | ----------------------------------- | ---- |
| 1  | 8月5日   | 18:30 | 東京 有明アリーナ                   |      |
| 2  | 8月6日   | 13:00 | 東京 有明アリーナ                   |      |
| 3  | 8月6日   | 18:30 | 東京 有明アリーナ                   |      |
| 4  | 8月30日  | 18:30 | 愛知 日本ガイシホール               |      |
| 5  | 8月31日  | 18:30 | 愛知 日本ガイシホール               |      |
| 6  | 9月5日   | 18:30 | 宮城 セキスイハイムスーパーアリーナ |      |
| 7  | 9月6日   | 18:30 | 宮城 セキスイハイムスーパーアリーナ |      |
| 8  | 9月27日  | 18:30 | 広島 広島グリーンアリーナ           |      |
| 9  | 9月28日  | 18:30 | 広島 広島グリーンアリーナ           |      |
| 10 | 10月3日  | 18:30 | 福岡 マリンメッセ福岡A館            |      |
| 11 | 10月4日  | 18:30 | 福岡 マリンメッセ福岡A館            |      |
| 12 | 10月18日 | 18:30 | 大阪 大阪城ホール                   |      |
| 13 | 10月19日 | 18:30 | 大阪 大阪城ホール                   |      |

### 2023 JO1 1ST ASIA TOUR 'BEYOND THE DARK' LIMITED EDITION
アジア4都市で開催されたJO1初のアジアツアーであり、国内全国ツアー ‘BEYOND THE DARK’のアジアツアー限定バージョン。
このツアーのみ、生バンド編成ではない。
「Dreaming Night」「ツカメ～It's Coming～」は、アジアツアーのみでの披露。
|   | 開催日   | 開催国       | 場所                                        | 備考 |
| - | -------- | ------------ | ------------------------------------------- | ---- |
| 1 | 11月1日  | インドネシア | ジャカルタ Ciptra Artpreneur-Theater        |      |
| 2 | 11月4日  | タイ         | バンコク Union Hall, 6/F Union Mall Ladprao |      |
| 3 | 11月11日 | 台湾         | 台北 Zepp New Taipei                        |      |
| 4 | 12月8日  | 中国         | 上海 上海国家会展中心 虹馆EH                |      |

### 2023 JO1 2ND ARENA LIVE TOUR 'BEYOND THE DARK:RISE'
「2023 JO1 2ND ARENA LIVE TOUR 'BEYOND THE DARK'」の追加公演として開催されたJO1初のドーム公演。ツアー初日の東京公演で開催がサプライズ発表された。
アリーナツアーで披露されなかった「EQUINOX」の収録曲や以降に発表された新曲を中心にセットリストが大幅に変更され、トロッコやバルーンなどの演出も追加された。
11月24日の初日公演ではライブストリーミング配信が行われた。
撮影可能曲は「We Good」「Touch!」
|   | 開催日   | 開演  | 場所                  | 備考                     |
| - | -------- | ----- | --------------------- | ------------------------ |
| 1 | 11月24日 | 18:00 | 大阪 京セラドーム大阪 | ライブストリーミング配信 |
| 2 | 11月25日 | 13:00 | 大阪 京セラドーム大阪 | 映像化                   |

## 収録内容
1. SuperCali
2. Rose
  - 1番サビから曲が始まる。
3. Trigger
  - 2023年12月30日に本パフォーマンスがYouTubeで公開された[7]。
4. Comma,
5. Fairytale
  - ドーム公演で初披露。
  - 2番サビ前に音源が止まり、豆原がロウソクを吹き消すような仕草から炎が上がる演出がある。
  - 2024年3月31日に公式YouTubeで公開された[8]。
  - アリーナツアーでは「phobia」が披露されていた。
6. Fairytale Epilogue
  - 川尻・白岩のユニット。
  - 前曲の「Fairytale」のメロディーを使用した曲によるダンスパフォーマンス。
  - アリーナツアーでは「phobia」のメロディーを使用した曲だった。
7. We Can Fly
  - 大平・木全・鶴房のユニット。
  - メンバーが作詞を担当したオリジナル曲。
  - 本ユニットのみ、アリーナツアーでも同曲が披露されていた。
8. Run&Go
9. NEWSmile
  - 2023年12月31日に公式YouTubeで公開された[9]。
10. HIDEOUT
  - ドーム公演で初披露。
  - 次曲までメンバーがトロッコに乗って歌唱する。
11. RadioVision
12. Itty Bitty
  - 「EQUINOX」収録の大平・川尻・川西・木全・白岩・豆原のユニット曲。
  - ドーム公演で初披露。
13. Eyes On Me (feat. R3HAB)
  - アジアツアーから追加。
14. OH-EH-OH
15. Voice（君の声）
  - 金城・河野・與那城のユニット。
  - 2番はカットされている。
  - アリーナツアーでは「MONSTAR」のバラードバージョンが披露されていた。
16. Gradation
17. Romance
18. Prologue
  - ドーム公演で追加。
  - 「2021 JO1 LIVE “OPEN THE DOOR”」以来約2年振りの披露。
19. Venus
20. Mad In Love
  - 「EQUINOX」収録の金城・河野・佐藤・鶴房・與那城のユニット曲。
  - ドーム公演で初披露。
21. With Us
22. Breaking The Rules
  - 川西・佐藤・豆原のユニット。
  - 本公演のためにメンバーが作詞を担当したオリジナル曲。
  - アリーナツアーではダンスパフォーマンスが披露されていた。
23. Algorithm
24. Walk It Like I Talk It
25. Speed of Light
26. YOLO-konde
  - ラスサビのみ披露。
  - 炎と花火が上がる演出が追加された。
27. Tiger
  - 本編ラストナンバー。
28. We Good
  - ここからアンコール。
  - 次曲までメンバーがバルーンに乗って登場する撮影可能曲。
29. Touch!
  - 歌い終わった後、メンバー全員の到着を待つまでに「Get Inside Me」を披露した。
30. 僕らの季節
  - ドーム公演で追加。
31. 無限大
  - ダブルアンコール曲。